# Usine DMC
L'usine DMC est un monument historique situé à Mulhouse, dans le département français du Haut-Rhin.

## Localisation
Ce bâtiment est situé 13, rue de Pfastatt à Mulhouse.

## Historique
Le réfectoire de l'édifice fait l'objet d'une inscription au titre des monuments historiques depuis 2015.